# Frans Slijpen

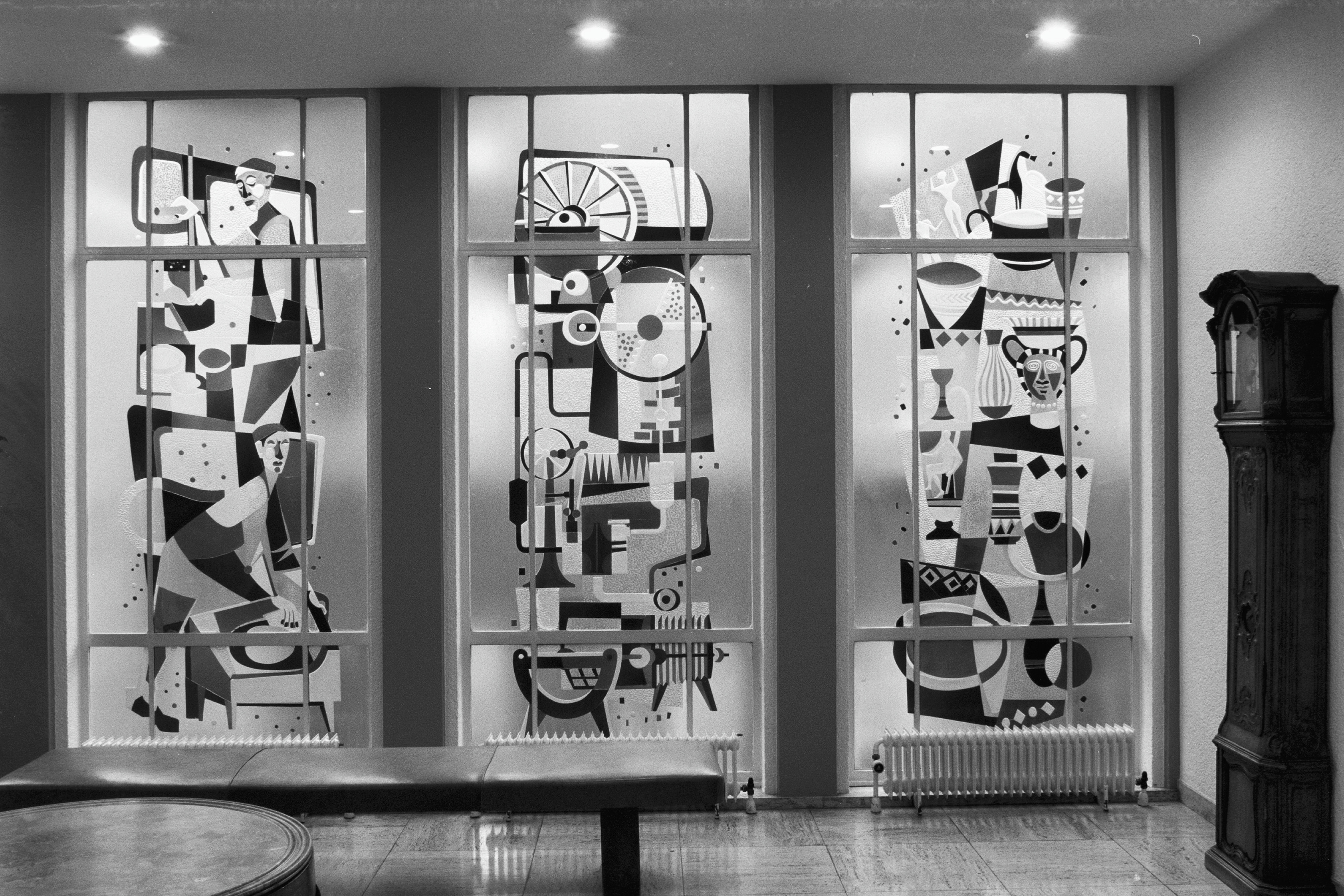
Drie glas-in-loodramen in het kantoorgebouw van Koninklijke Sphinx in Maastricht

Franciscus Gerardus Antonius (Frans) Slijpen (Maastricht, 5 juni 1923 – aldaar, 9 april 1994) was een Nederlands beeldhouwer, glazenier, mozaïekkunstenaar, schilder en docent.

## Leven en werk
Slijpen werd vanaf 1938 opgeleid aan de Stadsacademie in zijn geboorteplaats, als leerling van Harry Coolen, Hubert Duys, Jef Scheffers en Charles Vos. Hij werd in 1943 opgeroepen voor de Arbeitseinsatz en vertrok met valse papieren naar Amsterdam. Hij studeerde er enige tijd aan de Rijksacademie. Na de oorlog trok hij naar Antwerpen, waar hij aan het Hoger Instituut voor Schone Kunsten lessen kreeg van Constant Permeke, Walter Vaes en Julien Van Vlasselaere.
Slijpen maakte vrije schilderkunst, grafiek, muurschilderingen en ramen. Zijn ramen werden uitgevoerd in de ateliers van Hubert Felix en Gerard Mesterom en atelier Flos in Steyl. Hij gebruikte diverse technieken en werkte met gebrandschilderd glas, gezandstraald glas, glas in lood en glasappliqués. De meeste ramen werden in de tien jaar na de Tweede Wereldoorlog gemaakt. In 1950 nam hij met andere Limburgse kunstenaars, onder wie Charles Eyck, Leo Jungblut, Joep Nicolas en Charles Vos, in Vaticaanstad deel aan een tentoonstelling voor kerkelijke kunst.
Van 1958 tot 1980 was hij docent aan de Academie voor Beeldende Kunsten Sint-Joost in Breda en vervolgens tot 1984 aan de Stadsacademie in Maastricht. Hij was daarnaast onder meer bestuurslid van de stichting Scheppend Ambacht en lid van de Culturele Raad Limburg. Vanaf 1984 richtte hij zich vooral op schilderen en tekenen.
De kunstenaar overleed in 1994, op zeventigjarige leeftijd, binnen een week na zijn laatst expositie bij het Theater aan het Vrijthof.

## Werken (selectie)
- glas in lood (1943) voor de Sint-Hubertuskerk in Maastricht
- glas in lood (1944) voor de Sint-Petruskerk in Maastricht
- glas in lood (1946) voor het restaurant van Grand Hotel de l'Empereur in Maastricht
- glas-in-loodvenster OLV Patrones van de Wevers (1946), 50cm x 25cm, particulier bezit
- ramen (1947-1950) voor de Trappistenabdij in Achel (België)
- glas in lood (1950-1951) voor de bovenkapel van het Ziekenhuis Sint Annadal in Maastricht
- glas in lood (1951) voor de O.L.V. Geboortekerk in Blitterswijck
- ramen (1952) in het middenschip van de Sint-Petruskerk in Baarlo
- glas in lood (1952-1953) Onze-Lieve-Vrouw-Tenhemelopnemingskerk in Grubbenvorst
- glas in lood (1953) voor de Onze-Lieve-Vrouw van Altijddurende Bijstandkerk in Overschie
- Het Laatste Avondmaal (1956), met Joan Collette, de Calvarieberg (1965) en delen van de heiligen-galerijen daaronder, ramen voor de Sint-Laurentiuskerk in Antwerpen
- beglazing (1958-1959) van de Petrus en Pauluskerk in Haarlem (in 1997 gesloopt)
- glas in lood (1960) voor de Mariakapel van de Onze-Lieve-Vrouw-van-Lourdeskerk in Maastricht
- plafondversiering (1962) op de eerste verdieping van het stadskantoor in Maastricht (in 2000 gesloopt)
- reliëfs voor gebouwen van de ENCI in Maastricht (1965) en Rozenburg (1966)
- raam (1984) voor de Sint-Theresiakerk in Maastricht

## Afbeeldingen

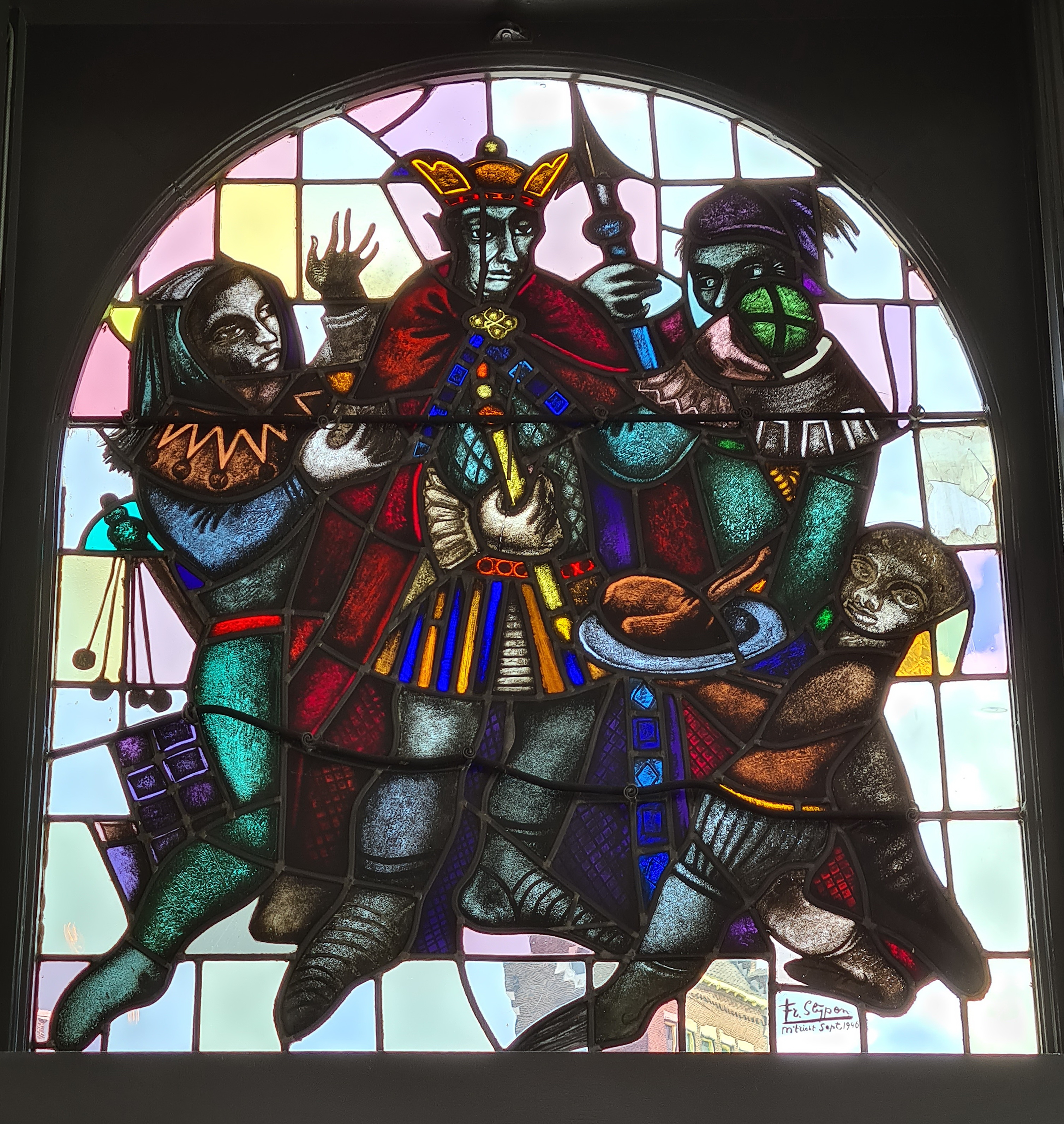
Hotel de l'Empereur, Maastricht
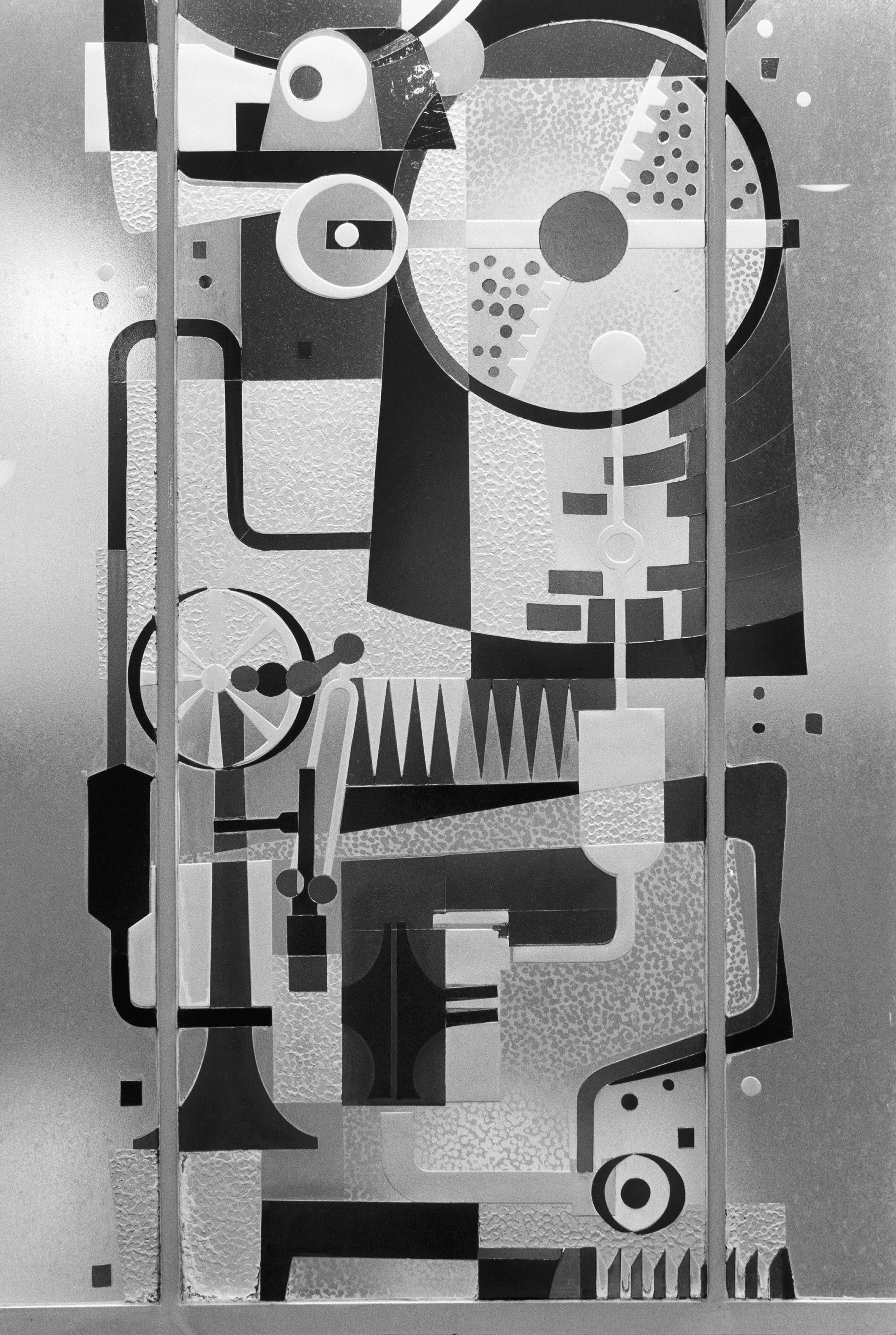
Sphinx-kantoor, Maastricht
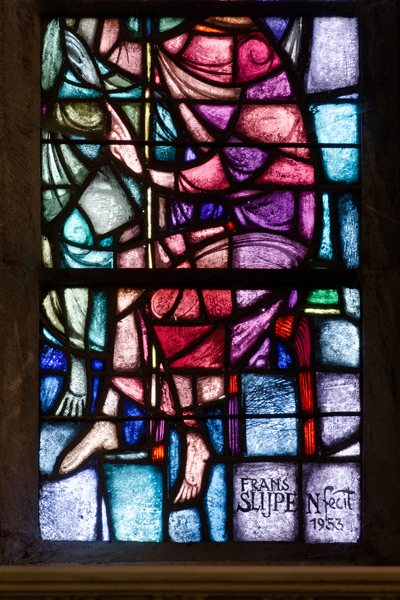
Sint-Martinuskerk (Petegem-aan-de-Schelde)
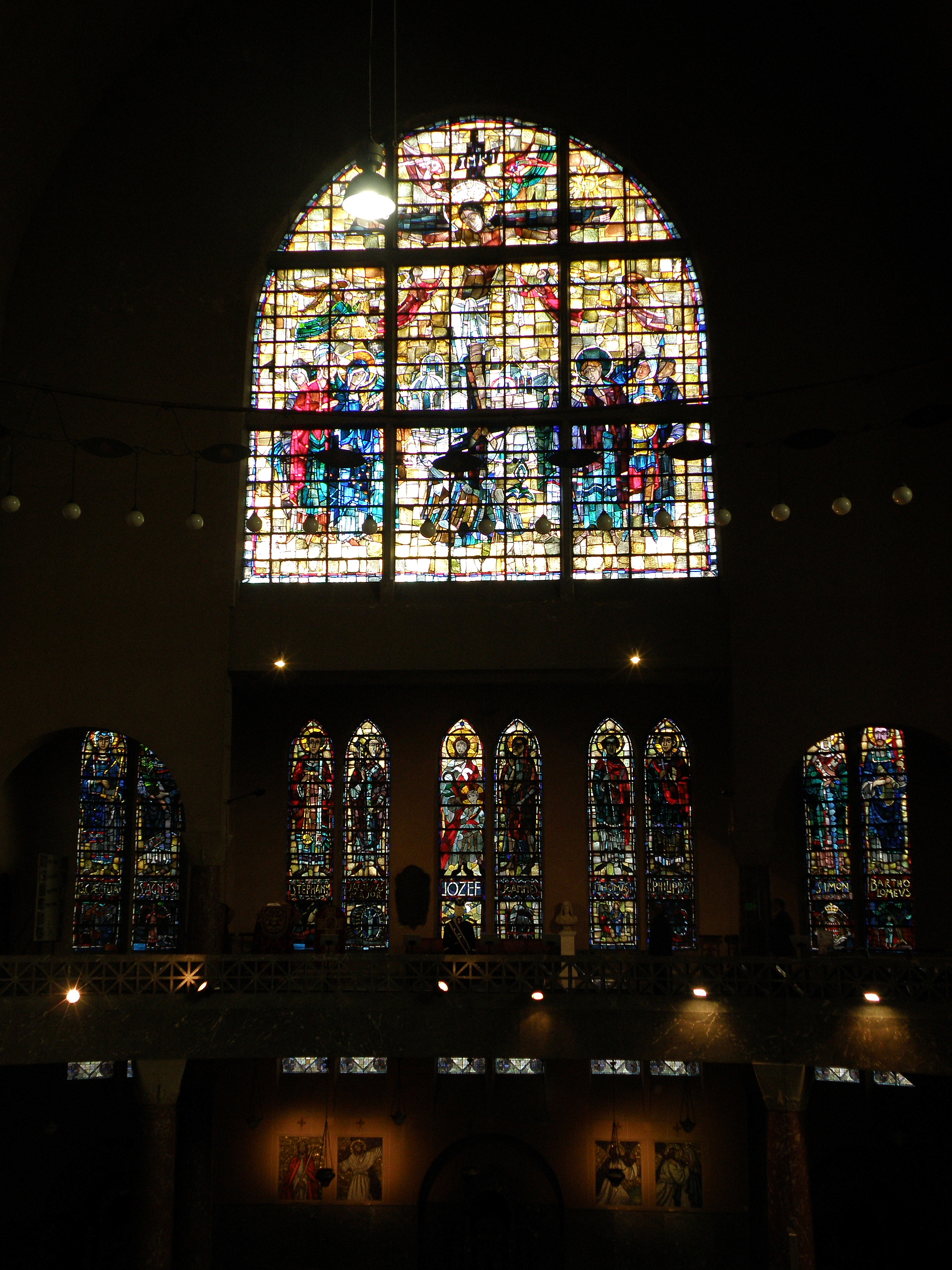
Laurentiuskerk, Antwerpen
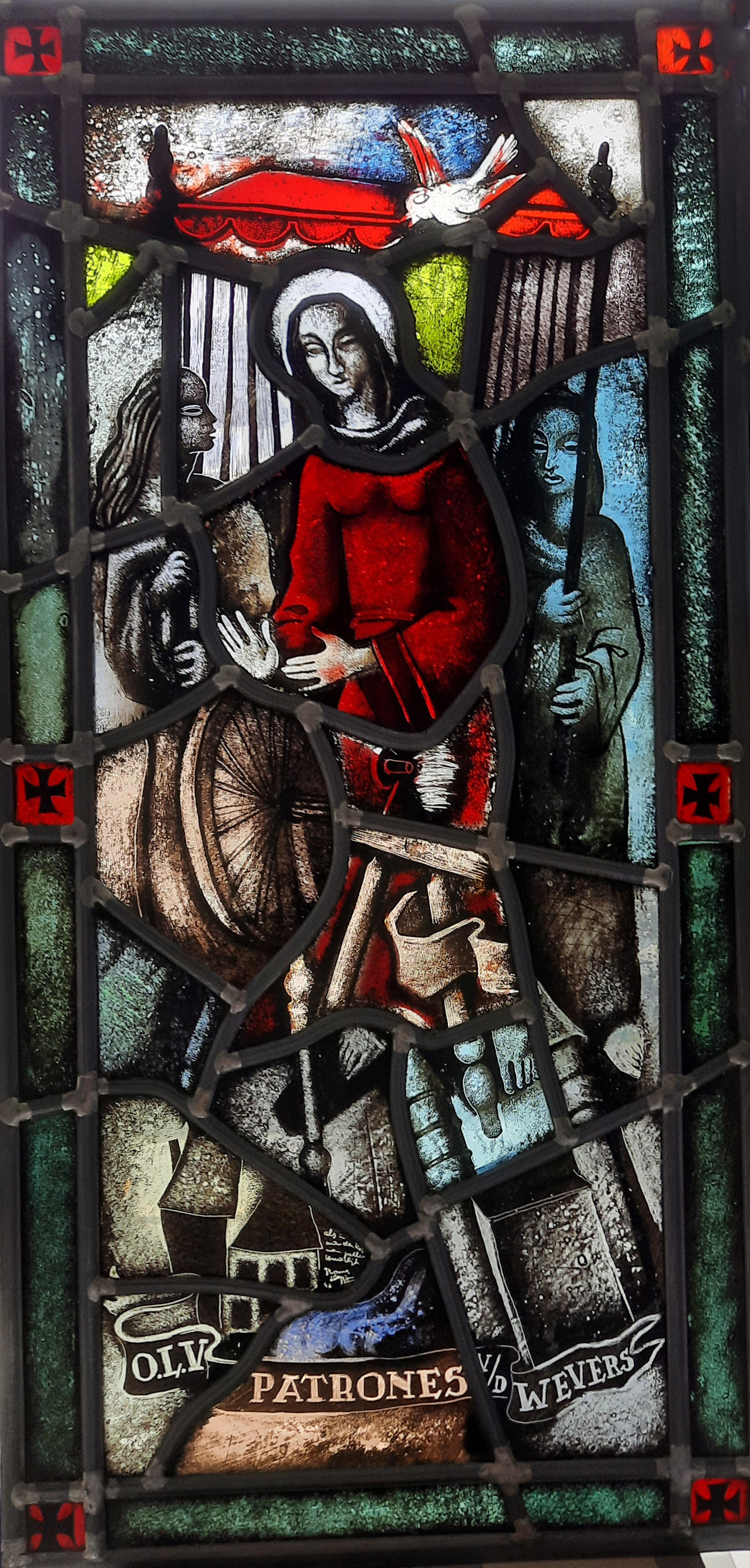
OLV Patrones van de Wevers (1946)